# 小倉結衣
小倉結衣（10月17日—）是日本的女性聲優，東京都出身。主要為成人遊戲配音。

## 人物
小時候因為受朋友影響而立志成為聲優，但不被家人支持，因此自己尋找養成所與專門學校訓練聲優技巧，最後在試鏡中合格並且成為聲優。
擁有「書法五段（教育部師範）」的證照，特技是「能夠看見物品混入的異物」。
與福圓美里、近藤佳奈子、槇田幸惠從學生時代就是好友。
2013年7月8日從待了約5年的事務所「ATELIER PEACH」退出。目前為自由身。退出事務所的同時亦將部落格中的記事全數刪除。

## 演出作品
※粗體字為主要角色。

### 電視動畫
- 初音島III（小鳥遊夕陽[8]）

### OVA
- 恋騎士 Purely☆Kiss The Animation（風間明莉）
- 只對你道晚安（由鈴零子）
- 妹天堂！（七瀨理央）
- 聲優初體驗！（女僕少女）
- POPEYE THE SAILORMAN（奧莉芙）
- 魔法少女愛（女子）

2017年
- NEKOPARA（楓）

### 成人遊戲
2003年
- 淫獄聖女學園（古澤涼子）
- 淫獄之館（雙葉祭）
- 從海上來的東西（三島惠）
- 七巴之劍 女忍者 淫之章（黑鳥吹雪）
- （百瀨遙）

2004年
- 大姐〜姐 day☆by☆day!（今戶佳惠）
- （坂井彩）
- （新山裕實）
- 禁斷的家族關係（坂崎春奈）
- 少年們的病棟 Full Voice Version（比良遙）
- Hard scandal 〜淫欲的女教師〜（山本綾香）
- BARBAROI（若林詩織）

2007年
- （八神栞）
- （三枝千夏）
- 復仇的連鎖 Triple Pack（八神栞、櫻瀨沙羅）
- （櫻瀨沙羅）
- 真說・雪月夜話（神倉真緒）
- 十二名女教師 RE-INNOVATION 散（町田春香）
- 十二名女教師 RE-INNOVATION 陰（相原靜華）

2008年
- 母娘隷孃調教 〜連鎖的堕落之輪〜（川原麻美）
- 〜colorfull〜（風間司）
- M.E.s. -同級生女僕調教-（長丘智沙奈）

2009年
- ANGEL NAVIGATE（新城小春）
- 紫電〜圓環之絆〜（物部巴）
- 装甲惡鬼村正（足利邦氏）
- Heroes in the Sky（女通信兵）
- Flyable Heart（稻羽結衣）

2010年
- Orange Memories（高宮花梨）
- Knight Carnival!（加拉哈德[9]）
- 風原學園間諜社！（宮本郁美）
- Candy Doll（香奈[10]）
- 美好的日子 ～不連續存在～（若槻鏡）
- Happy Wardrobe（小瀨友奏[11]）
- Floating Material（上里陽毬）
- 戀神（北里美琴）

2011年
- （橘美優）
- （塚本七海）
- Canvas4（青桐琴乃[12]）
- 姐色（日比野薫子）
- Artemis Blue（田島春）
- 倏然之間戀上你（柳瀨詠歌）
- （阿賀野光[13]）
- 妹天堂！（七瀨理央）
- 處女愛上姊姊 2人的艾露達！（皆瀨初音）
- A.G.II.D.C. 〜RPG學園2.0 CIRCUS史上最大の危機（幻術師、小鳥遊真晝）
- 戀騎士 Purely☆Kiss（風間 明莉）[14]
- （月永杜和）
- 此情非戀―― It's not love, but so where near.（八坂梨枝）
- 式神（藤原顯光）
- 處女與魔王與戰術（愛莉絲·凡恩修坦）
- 女裝山脈（日枝田史緒）
- 空色Memoir（春日部百合香）
- Diamic Days（小星蓮子）
- D-EVE in you（伊原莉奈）
- 千金逼我嫁!（白川玲央奈）
- 夏雪 〜summer_snow〜（幹那由多）
- （水城美羽）
- 逐二刀者一刀不得（虎徹）
- （小屋茶茶子）
- Flyable Candy Heart（稻羽結衣）
- （白木裕香）
- （雨宮葉月）
- 變身!!!（天坂美子）
- 放學後Custom☆Time（池崎智里）
- HOTEL.（艾莉絲·露西亞）[15]
- Marguerite Sphere（綠川菜乃花[16]）
- Master×Re:master（美槻七海）[17]
- 翠之海（知紗）
- （緹亞娜）
- 雪鬼屋溫泉記（大小姐）
- 戀愛☆親吻（片平遙那）
- LEGEND SEVEN 〜白雪公主與7名英雄〜（野田冰見歌[18]）
- 戀愛家庭教師露露美★Coordinate!（高岳智惠理）
- Worlds and World's end（宮川都）

2012年
- 英雄*戰姬（卑彌呼）
- Angel Guard（御堂紗織）[19]
- （大洲小和）
- 神靈附體！（神樂坂小貓）[20]
- 戀妹SWEET☆DAYS（茅野郁子）[21]
- 虹翼的太陽-ⅶ's World-（莉娜索埃露·奧爾露恩）[22]
- 處女與魔王與戰術〜魔王爭奪戦〜（愛莉絲·凡恩修坦）
- 創世奇譚Aerial（美咲未来）[23]
- 初音島III（小鳥遊夕陽）
- （九折坂二人）
- BUNNYBLACK 2[24]
- 兩人是我的天使☆（天河香）
- PrismaticPrincess☆齊唱之星（稻羽 結衣[25]）
- Princess-Style（奧菲娜·馮·魯本斯）
- Friends（最上結衣）[26]
- 釘書機（蘆川雪乃）[27]
- 初戀1/1（森野雪乃）[28]
- 嫁充！（高辻郁乃）[29]
- SINCLIENT（仰木美奈）[30]
- 幻奏童話 ALICETALE（山王丸芳香）
- 贈給你的禮物，天空之花（西園奏菜）
- 她和我和戀人。（美萩野小乃花）[31]

2013年
- LOVE×AGGRESSIVE（音無=Ophilia=玲緒）
- （篝火夏帆）
- Guardian☆Place 〜施虐癖妹妹與3名新娘〜（雲雀丘愛祈）
- 虚之少女（祠草小夜）
- BUNNYBLACK 3（露亞露堤）
- ChuSinGura46+1 -忠臣藏46+1-（山吉新八郎[32]）
- LOVELY×CATION2（天童雲母[33]）
- 傲慢宣言（西村汐里[34]）
- （結衣）
- （白雪美羽）
- （椋汐里）

2014年
- 新・白銀的太陽-ReANSWER-（夏甲·布倫希爾德）
- MeltyMoment（櫻井由愛）
- Innocent Girl（七海雛子）
- 鄰居間的戀愛戰爭（赤峰優衣）
- 戀愛姐妹六重奏（美濱優香）[35]
- 戀愛少女與思念的奇蹟〜Poupee de souhaits〜（姬川美朋）[36]
- （相場宮子）[37]
- 英雄*戰姬GOLD（卑彌呼）[38]
- 航跡雲的彼方（埠島杏）
- 鳥籠婚姻（藤井佳奈子[39]）
- 初音島III 〜Platium Partner〜（小鳥遊夕陽）
- （美萩野小乃花）
- G.I.B. Girls in Black（相葉夕[40]）
- 熱帶VACATION（喜多見水萌）
- 為什麼那麼喜歡黑髮呢？（岩長之銀杏媛）
- 箱庭的邏輯（入谷瑚子）
- 迷途的二人與世界的全部（支倉乙羽）
- 戀春Adolescence（吉江泉）
- ChuSingura 46+1 -忠臣藏 46+1- 武士的鼓動（A samurai's beat）（山吉新八郎）
- 紙上的魔法使（金綠石）
- PRISMPRINCESS 〜兩名姬騎士與股間的紋章〜（柏木亞依）
- NEKOPARA vol.1（楓）
- 雨恋 （一志瑞希、一志瑞穗）
- Harvest OverRay（奧野澄）
- Harvest OverRay Reconnection（奧野澄）

2015年
- （九折坂 二人）
- （東雲雪菜）[41]
- Panical Confusion（花菱穗乃香）
- 雪戀溶解（姬迴垂冰）
- 妄想Complete！（櫻井久久子）
- 公主殿下LOVE生活！（九條伊緒）
- 與我戀愛的廢柴小惡魔。（桐谷梨梨愛）
- 劍聖機阿爾法騎士（阿爾法莉亞）
- 孩子的遊戲（鶴卷楪）
- 蘭斯03（賽爾·卡其戈爾芙）
- IZUMO4（久世美空）
- NEKOPARA vol.0（楓）
- 撫子革命！（神代瑠紫亞）

2016年
- NEKOPARA vol.2（楓）
- （八重響）
- 愛上火車（コン）
- 戰國†戀姬X（甘粕 松葉 景持）
- 與我戀愛的廢柴小惡魔。超級H！（桐谷梨梨愛）
- WIZARD LINKS（九条 旭）
- （水無月螢）
- 天頂-TEPPEN-（星山梨梨花）
- （プリマヴェール・セレネ）
- Corona Blossom（子分ロボット）

2017年
- 星戀＊閃爍（花花見楓）
- （莎夏·馬雅科夫斯基）
- （天宮麻衣）
- （野野宮美亞）
- 牛頓與蘋果樹（九十九春）[42]
- 姫様LOVEライフ!-もーっと!イチャイチャ☆ぱらだいす!-（九條伊緒）
- 恋愛教室（金城愛奈美）
- 女裝千年王国（フィリア）
- NEKOPARA vol.3（楓）
- -pretending×friendship-（綾瀨川綾瀨）[43]
- 羈絆輝煌戀愛入門（綾瀨）
- アオイトリ（電話的惡魔）[44]

2018年
- 公主與少女的吃醋LOVE（銅襄菜乃花[45]）
- 未来收音机与人工鸽（越百 秋奈）

2019年
- 羈絆輝煌戀愛入門-椿戀歌-（綾瀨）

2020年
- NEKOPARA vol.4（楓 )

### 一般遊戲
- 戰國†戀姬〜乙女絢爛☆戰國繪卷〜（甘粕松葉影持）[46]
- 戰姬Imperial from 英雄＊戰姬（卑彌呼[47]）
- 少女前線（MAC-10）

### 廣播劇CD
- LOST GARDEN 櫻花（藤代桜花）
- 處女愛上姊姊 〜櫻花的庭院之星〜（皆瀨初音）
- 永遠的阿賽莉亞廣播劇CD-ETERNAL SKY（永遠的阿賽莉亞）
- 女裝山脈廣播劇CD（日枝田史緒[48]）

## 外部連結
- http://ameblo.jp/bisyouzyoge-mu-seiyuu/ （页面存档备份，存于）（日語）
- http://ameblo.jp/ebi-sen/ （页面存档备份，存于）（日語）
- 小倉結衣的X（前Twitter）（日語）